# François Jacolin

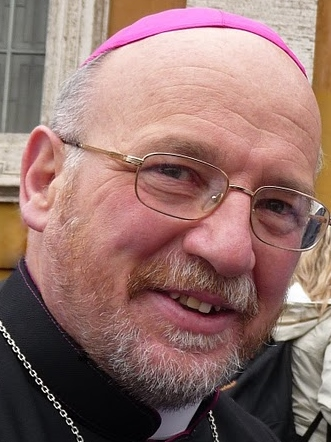
Bischof Jacolin (2011)

Bischofswappen von François Jacolin

François Joseph Marie Jacolin MDP (* 25. April 1950 in Fontainebleau) ist ein französischer Geistlicher und römisch-katholischer Bischof von Luçon.

## Leben
François Jacolin empfing am 4. April 1982 die Priesterweihe für das Erzbistum Bourges. Später trat er der Ordensgemeinschaft der Missionare von La Plaine bei und legte die Profess am 30. September 1987 ab.
Papst Benedikt XVI. ernannte ihn am 16. Januar 2007 zum Bischof von Mende. Der Erzbischof von Montpellier, Guy Thomazeau, spendete ihm am 18. März  desselben Jahres die Bischofsweihe; Mitkonsekratoren waren Robert Le Gall OSB, Erzbischof von Toulouse und sein Amtsvorgänger in Mende, sowie Hubert Barbier, Erzbischof von Bourges. Als Wahlspruch wählte er Par la confiance et l’amour („Durch Vertrauen und Liebe“, letzter Satz der Autobiografie der heiligen Therese von Lisieux).
Papst Franziskus ernannte ihn am 29. Mai 2018 zum Bischof von Luçon. Die Amtseinführung fand am 15. Juli desselben Jahres statt.
Am 22. Juni 2023 ernannte ihn Papst Franziskus zusätzlich zum Apostolischen Administrator sede plena von La Rochelle. Zuvor hatte der dortige Bischof Georges Colomb wegen gegen ihn eingeleiteten Ermittlungen zum Vorwurf der sexuellen Nötigung seinen Rückzug von den Amtsgeschäften angeboten, bis die Vorwürfe geklärt sind.